# صحراء الكتب
صحراء الكتب (بالإنجليزية: Book desert) هي منطقة جغرافية (بلد، ولاية، مقاطعة، مدينة، حي، منزل) حيث يزعم أنه من الصعب الحصول على الكتب المطبوعة وغيرها من مواد القراءة، خاصة دون الوصول إلى سيارة أو أي شكل آخر من أشكال النقل، قام بعض الباحثين بتعريف الصحارى عن طريق ربطها بالفقر وانخفاض الدخل، في حين يستخدم البعض الآخر مجموعة من العوامل التي تشمل بيانات التعداد والدخل والعرق والجغرافيا واللغة وعدد الكتب التي في المنزل.
تم تقديم المبادرات التي تزيد من توفر الكتب عن طريق تدابير مثل المكتة المتجولة كحلول ممكنة لصحارى الكتب، وكذلك المكتبات الصغيرة المجانية وتقديم أدب الأطفال على الإنترنت مجانًا.

## الخلفية والبحث
في الماضي، درس الباحثون كيف يؤثر غياب أو ندرة الكتب على كيفية تطور مهارات القراءة والكتابة واللغة المبكرة للطفل، بدأ استخدام مصطلح «صحراء الكتب» بشكل منتظم في منتصف عام 2010، ابتكرت المؤسسة الاجتماعية «اتحاد من أجل محو الأمية» تعريفًا عمليًا لصحراء الكتب عندما نشرت خريطة الصحراء الأمريكية: المنطقة الجغرافية، حيث يُتوقع أن تحتوي غالبية المنازل على أقل من 100 كتاب مطبوع، في مارس 2014، استخدم جيمس لارو، مدير مكتب جمعية المكتبات الأمريكية للحرية الفكرية ومؤسسة حرية القراءة، المصطلح في عدد من المكتبات الأمريكية، حيث وصف المصطلح بأنه ينطبق على المنازل التي تحتوي على 25 كتابًا أو أقل، وناقشوا طرق تخفيف المشكلة أو القضاء عليها.
في يوليو 2016، نشرت الأستاذان سوزان نيومان ونعومي مولاند دراسة في التعليم الحضري، حيث درسوا كيف يؤثر نقص مواد القراءة المطبوعة بين الأحياء منخفضة الدخل والفقر على تنمية الطفولة المبكرة واستخدم المصطلح لوصف المناطق والمنازل مع القليل من الوصول إلى المواد المكتوبة، استندت هذه الدراسة إلى أبحاث أخرى قام بها نيومان في عام 2001 حول نفس الموضوع ووجد الباحثون بعض المتاجر في ديترويت ولوس أنجلوس وواشنطن العاصمة؛ تحتوي مجالات التركيز في أبحاثهم على موارد مطبوعة للأطفال من عمر 0 إلى 18 عامًا، من بين تلك المتاجر، كان الكثير منها عبارة عن متاجر شاملة، أفادت الأطلسي أنه في عام 2015، أجرت نيومان وخطوط جيت بلو الجوية تجربة لتعزيز معرفة القراءة والكتابة من خلال توفير آلات بيع الكتب في منطقة واشنطن العاصمة منخفضة الدخل، تم تسليم أكثر من 20.000 كتاب، مما دفع نيومان إلى الاستنتاج بأن أهالي الحي يهتمون بتعليم أطفالهم ولكنهم يفتقرون إلى «الموارد اللازمة لتمكين أطفالهم من النجاح».

### العوامل المساهمة
تُنسب عوامل متعددة إلى المساهمة في تكوين صحاري الكتب، والتي يُبرز معظمها في الفقر والدخل المنخفض، تميل العوامل الأخرى إلى تضمين اللغة والجغرافيا، حيث تفتقر بعض المناطق إلى المكتبات أو المكتبات العامة أو المجتمعية التي توفر الكتب، يتم أيضًا في بعض الأحيان الإشارة إلى عمليات إغلاق متاجر الكتب بسبب الإفلاس أو الصعوبات المالية الأخرى كعامل مساهم.

## الوصف

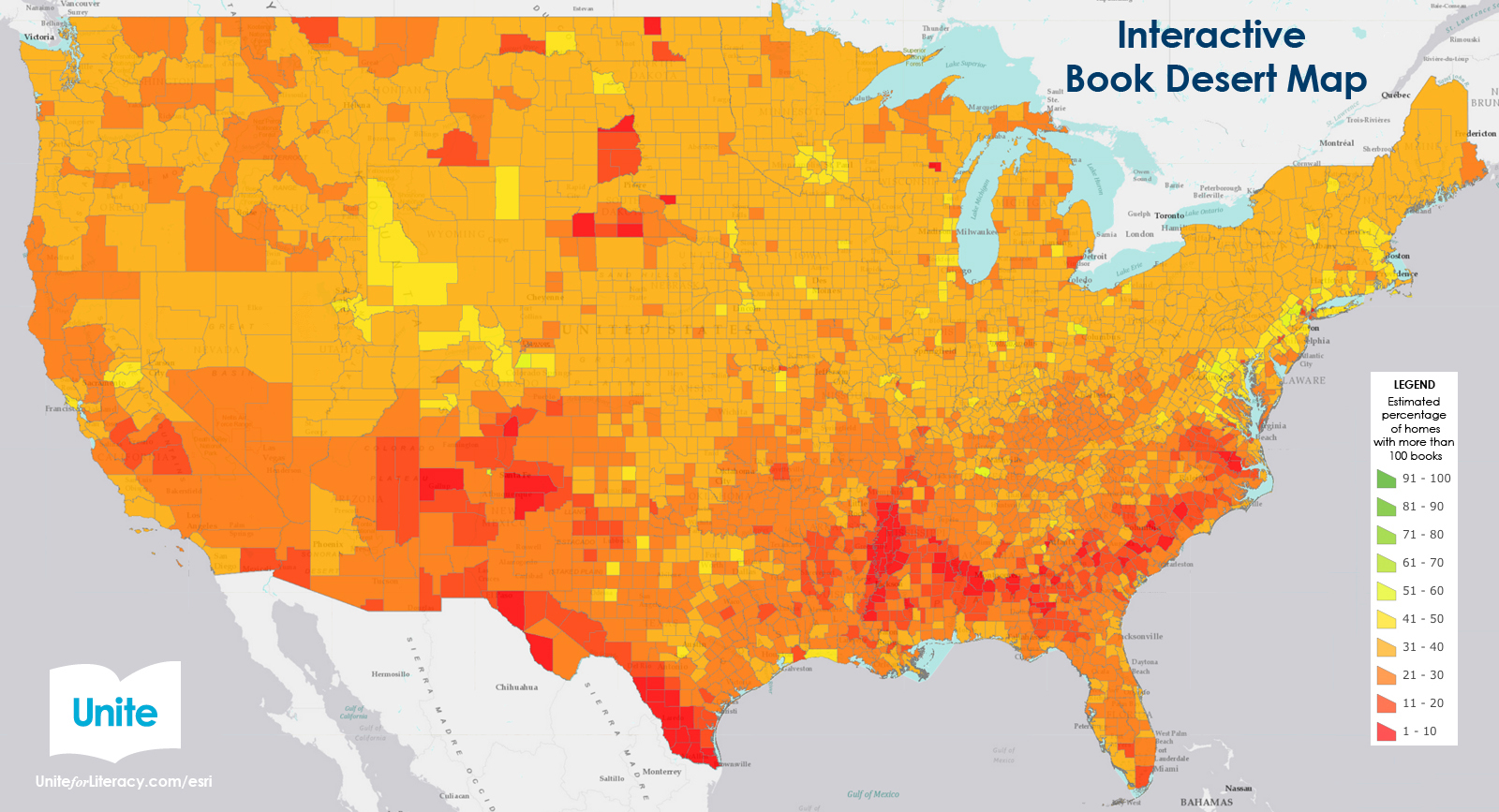
الولايات المتحدة كتاب الصحراء خريطة من اتحاد لمحو الأمية

قامت مؤسسة اتحاد محو الأمية بتطوير خريطة صحراوية لكتاب الولايات المتحدة تدعمها برنامج نظم المعلومات الجغرافية الخاصة بـمعهد بحوث النظم البيئية، والتي تقدم عرضًا مرئيًا لنقص الكتب في الدولة والولايات والمقاطعات ومسارات التعداد، لإنشاء الخريطة، أجرت مؤسسة اتحاد محو الأمية تحليلات إحصائية للبيانات من التقييم الوطني للتقدم التعليمي ومسح المجتمع الأمريكي، تشمل البيانات المستخدمة في الخريطة عدد الكتب في منازل طلاب الصف الرابع ومتوسط دخل المجتمع والتنوع العرقي والموقع الجغرافي ولغة المنزل. كشفت «مؤسسة اتحاد محو الأمية» عن الخريطة خلال اجتماع مبادرة كلينتون العالمية الأمريكية الذي عقد في دنفر، كولورادو، في يونيو 2014.